# 王传淞
王传淞（本名王森如、小名阿巧，1906年—1987年5月9日）江苏苏州人，昆曲传字辈演员。1921年进入昆剧传习所，师承沈月泉。初工小生，后改为习丑角，师承沈斌泉。1931年，与其他一些师兄弟一起发起仙霓社。后曾在昆剧十五贯中主演娄阿鼠而闻名，周恩来总理曾称赞该戏“救活了一个剧种”。1987年于杭州逝世。